# Fauzia Ilyas
Fauzia Ilyas (Urdu: فوزیہ الیاس) (Pakistan, 26 mei 1989) is een Pakistaans activist voor atheïsme, secularisme, feminisme en mensenrechten en medeoprichter van de Atheist & Agnostic Alliance Pakistan. Ze vroeg asiel aan in Nederland, omdat haar familie haar met de dood bedreigde, en de autoriteiten haar dreigden op te pakken voor godslastering.

## Biografie

### Jeugd en gearrangeerd huwelijk
Ilyas groeide op in een religieus gezin in Pakistan. Op 16-jarige leeftijd kondigde haar vader haar gearrangeerde huwelijk aan met een zakenman die ze nog nooit had ontmoet. Haar nieuwe echtgenoot dwong haar een hidjab te dragen en misbruikte haar seksueel. Ilyas zocht hulp bij haar ouders, maar zij weigerden en gaven islamitische excuses voor het gedrag van haar man. Na dagelijks te bidden zonder te worden verhoord, begon Ilyas het bestaan van Allah steeds meer te betwijfelen en ze bekende haar twijfels aan haar man. Hij reageerde door haar uit huis te verstoten en maakte het haar onmogelijk om hun dochter te ontmoeten.

### Geloofsafval en vlucht
Later ontmoette Ilyas een mede-atheïst in Lahore, Sayed Gillani. Zij trouwden en richtten in 2012 samen de Atheist & Agnostic Alliance Pakistan op. Toen het mislukte om hun identiteit geheim te houden, werden ze geconfronteerd met doodsbedreigingen en beschuldigd van godslastering, hetgeen in Pakistan met de dood bestraft kan worden. In 2015 vluchtten ze via Dubai naar Nederland. Ilyas arriveerde als eerste in een asielzoekerscentrum in Den Helder op 30 augustus, waar Gillani zich bij haar voegde in december nadat vrienden hem hadden geholpen om zijn ontsnapping te betalen.

### Activisme
In december 2015 had Atheist & Agnostic Alliance of Pakistan ongeveer 3.000 leden.
Ilyas trad op in zowel Deeyah Khans Britse documentaire Islam's Non-Believers (oktober 2016) als in Dorothée Forma's Nederlandse documentaire Ongelovig – Vrijdenkers op de vlucht (december 2016).
In januari 2017 presenteerde Ilyas haar verhaal aan het Europees Parlement, samen met de International Humanist and Ethical Union (IHEU). In april ontving ze de International Atheist of the Year Award. Ilyas bekritiseerde Facebook voor het uit de lucht halen van alle Pakistaanse seculiere en islamkritische pagina's in reactie op massale markeercampagnes georkestreerd door islamisten. Zij bepleitte dat Facebook een podium zou moeten zijn voor vrijheid van expressie en riep het socialmediabedrijf op om zijn facilitering van de islamistische crackdown tegen zogenaamde 'blasfemie' te staken.